# Graz International Bilingual School

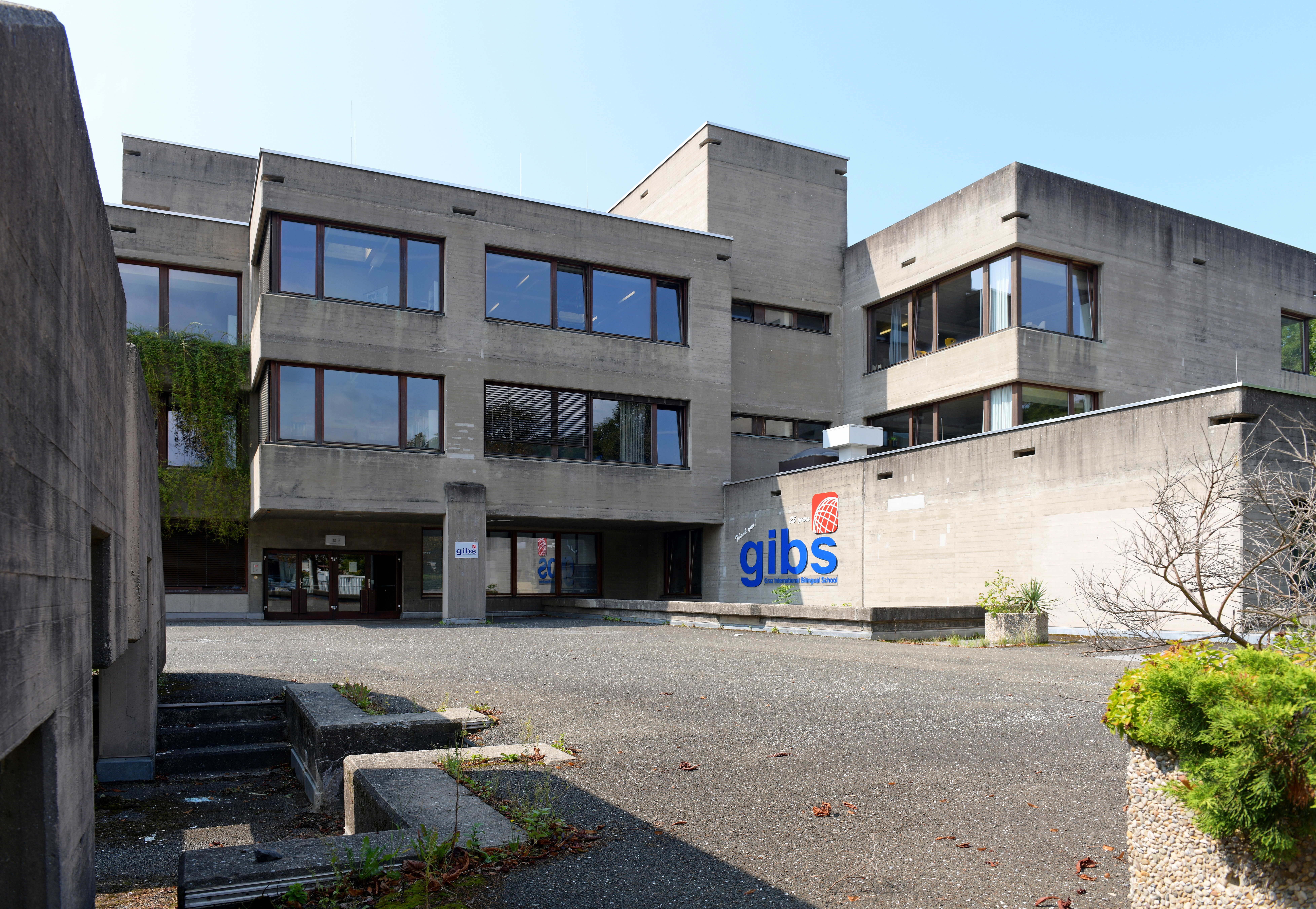
Die GIBS in der Georgigasse

Die Graz International Bilingual School (auch bekannt unter den Kurzfassungen GIBS und BG&BRG;Georgigasse) ist ein bilinguales Bundesgymnasium in Graz mit internationaler Ausrichtung.

## Geschichte
Gegründet wurde die Schule, unter Einsatz von Peter Bierbaumer, Lehrstuhl der Anglistik an der Universität Graz, und der ersten Direktorin Elisabeth Fleischmann, 1991. Anfangs war sie eine dislozierte Klasse der Pestalozzischule in der Klusemannstraße. 1994 konnte die alte Marschallschule angemietet werden, und die Schule hieß Bundesgymnasium Marschallgasse. 1999 musste man für Renovierungen noch einmal in die Grenadiergasse ausweichen. In den 2000ern wurde der Platz aber zunehmend knapp, am Ende wurde Unterricht sogar in Containern abgehalten. 2010 wurde durch den Umzug der  Pädagogischen Akademie der Diözese, die – durch die Abschaffung der PÄDAKs in eine Hochschule umgewandelt – in das Augustinum zog, das großzügige Gebäude in Eggenberg frei.

## Schulprofil
Die GIBS ist ein internationales Gymnasium mit rund 600 Schülern von der fünften bis zur zwölften Schulstufe und ca. 60 Lehrern. Zusätzlich zum normalen Schulpersonal werden durch den Schulbeitrag der Eltern language assistants und co-teachers finanziert, die als Sprachtrainer fungieren. Somit verstärkt man die Kenntnisse und das Verständnis der Schüler in den verschiedenen Fächern.
Die Unterrichtssprache der Schule ist Englisch in der Form von „flexiblem Monolingualismus“. Die ersten drei Monate des ersten Jahrgangs beginnen mit einer intensiven Lernphase, in der die Schüler in Englisch Kommunikationsfähigkeiten erhalten, die für das weitere Lernen wichtig sind. Nachdem ein gewisses Level an Sprachkompetenz aufgebaut wurde, wird zusätzlich im Englischunterricht wenn nötig der Lernstoff der anderen Fächer bearbeitet, damit kein Nachteil für andere Kernstoffgebiete entsteht.
In der siebten Schulstufe wählen die Schüler seit 2009 zwischen Französisch und Spanisch, in der Neunten zwischen Französisch/Spanisch, Latein oder Russisch. Geschichte wird in der 11. Schulstufe auf Französisch unterrichtet.
Während der ersten fünf Jahre an der Schule werden vermehrt Projekte veranstaltet, die in verschiedenen Fächern zugleich unterrichtet werden. Es wird bewusst Wert darauf gelegt, dass die Schüler sich mit den Sprachen und dem anderen Lernstoff auseinandersetzen. Dies können sie in späteren Jahren (der 10. bis zur 12. Schulstufe) vor allem durch das Kurssystem, welches im Jahr 1999/2000 eingeführt wurde. Die Schüler wählen, mit bestimmten Credit-Vorgaben, Wahlpflichtfächer, die sowohl für die Matura als auch für das spätere professionelle Leben wichtig sind. Somit kann der Stundenplan der Schüler individuell auf Interessen und Begabungen abgestimmt werden. In diesen Wahlpflichtfächern gibt es vermehrt die Möglichkeit für Exkursionen, Beratung, Bewerben, Praktiken, Reisen und das Erlernen von sonstigen Fähigkeiten.
Zusätzlich zum Programm der deutschsprachigen und bilingualen Schüler gibt es für internationale Schüler die Möglichkeit eines DaF-Kurses (Deutsch als Fremdsprache), der den Deutschunterricht ersetzt. Die Evaluierung dieser Schüler basiert auf §18/22 der Schulunterrichtsgesetzes, welches dem jeweiligen Schüler erlaubt, entweder Deutsch oder Englisch als Muttersprache anzugeben.

### Aufnahmebedingungen
Die GIBS ist ein Gymnasium mit Öffentlichkeitsrecht, jedoch ist die Aufnahme aufgrund der hohen Anzahl an Bewerbern selektiver als an anderen Gymnasien.

### Kurssystem
Das Kurssystem basiert auf einem Credit-System, bei dem die Schüler ab der 10. Schulstufe Wahlpflichtfächer wählen. Die Zulassung zur Matura erhalten sie nach einer gewissen Anzahl absolvierter Kurse in den verschiedenen Fächern. Zusätzlich sind für mündliche und vertiefende Maturafächer bestimmte Kurse zu absolvieren, da diese auch zum Maturalernstoff gehören.

### Unterrichtsfächer und Pools für Kurswahl
| Pool 1 – Sprachen - Englisch - Deutsch - Französisch - Spanisch - Latein - Russisch | Pool 2 – Naturwissenschaften und Mathematik - Biologie - Chemie - Physik - Mathematik | Pool 3 – Geisteswissenschaften - Geschichte, Sozialkunde und Politische Bildung - Geographie und Wirtschaftskunde - Psychologie - Philosophie | Pool 4 – Sonstiges - Religion/Ethik - Musik - Bildnerische Erziehung - Informatik - Darstellende Geometrie |

### International Baccalaureate Diploma Program
Seit Herbst 2017 wird das Internationale Baccalaureat zusätzlich zur österreichischen standardisierten  Reifeprüfung (SRP) an der GIBS angeboten. Im Schuljahr 2018/2019 wird die erste Klasse sowohl die SRP als auch das IBDP ablegen.
Als Vorbereitung für das Diploma Programm werden in der 10. Schulstufe statt Wahlpflichtfächern sogenannte „Prep courses“ unterrichtet.
Diese sind:
- Deutsch Prep-Course, der sich den mit Matura relevanten Textsorten auseinandersetzt.
- Lab Prep-Course, ein Kurs, der Schüler/-innen auf praktisches Arbeiten in den naturwissenschaftlichen Fächern vorbereitet.
- Math Prep-Course, der Statistik behandelt.
- Academic Writing, der als Vorbereitungskurs für wissenschaftliches Schreiben dient.

Zurzeit kann aus folgenden Fächern gewählt werden:
| Groups 1-6                           | Groups 1-6          | Groups 1-6                | Groups 1-6    | Groups 1-6     | Groups 1-6        |
| Language and Literature / Literature | Language Aquisiton  | Individuals and Societies | Sciences      | Mathematics    | The Arts          |
| ------------------------------------ | ------------------- | ------------------------- | ------------- | -------------- | ----------------- |
| German SL/HL                         | German SL/ab Initio | Economics SL/HL           | Biology SL/HL | Mathematics SL | Visual Arts SL/HL |
| English SL/HL                        | English HL          | History SL/HL             | Physics SL    |                |                   |
|                                      | Spanish HL          | Psychology SL/HL          | Chemistry SL  |                |                   |
|                                      | French HL           |                           |               |                |                   |

SL= Standard Level
HL= Higher Level

### Außerschulische Qualifikationen
- DELE – Diplomas de Español como Lengua Extranjera
- DELF – Diplôme d’Etudes en Langue Française
- EBCL – European Business Competence Licence
- ICDL – International Certification of Digital Literacy
- IELTS – International English Language Testing System

### Schüler-, Eltern- und Lehrkörperbeteiligung
Die Schule unterstützt eine starke Eltern- und Schüleraktivität. Zusätzlich zu den Klassensprechern (zwei je Klasse, vier bis sechs je Jahrgang), die sich direkt mit Problemen in der Klasse beschäftigen, gibt es den Schulgemeinschaftsausschuss (SGA), das Entscheidungsorgan der Schule. Es setzt sich aus den drei Schulsprechern, den Elternvertretern und den Lehrkörpervertretern zusammen. Die Mitglieder werden von den verschiedenen Parteien jährlich gewählt, und eine Zweidrittelmehrheit wird für jede Entscheidung gebraucht.
Der Elternverein ist in vielen Bereichen der Schule involviert, von der Finanzierung der Schule bis zu sozialen Veranstaltungen.

### Sonstiges
- After School Care & Education
- German as a Foreign Language (Beginners, Intermediate and Advanced)
- Choir
- English Drama
- European Youth Parliament
- Prix des lycéens autrichiens
- Eurolingua und Switch Sprachenwettbewerbe
- Chemie Olympiade (ab der 9. Schulstufe)
- Mathematik-Olympiade (bis zur 8. Schulstufe)
- Philosophie-Olympiade

## Architektur
Die Schule befindet sich im Nordwesten von Graz in Eggenberg, neben dem historischen Schloss Eggenberg und gegenüber der Privatschule der Grazer Schulschwestern.
Das Schulgebäude der ehemaligen Katholisch-Pädagogischen Akademie Graz wurde 1964 nach den Plänen der Architekten Günther Domenig und Eilfried Huth erbaut. Dieser Teil beherbergt den Biologiesaal, drei Informatiksäle, die Bibliothek, den Turnsaal und die dazugehörigen Räumlichkeiten, den Musiksaal und den Kunstsaal, mehrere Übungsräume, den Hauptteil der Klassenräume, das Sekretariat und die Konferenzräume. Darüber hinaus bietet der nördliche Flügel Räumlichkeiten für die ACE-Area, die große Cafeteria neben der kleineren im zentralen Gebäude und das Hauptbüro der Schule. Ruheecken und Lernecken findet man in der ganzen Schule verteilt. Die unterirdische Parkgarage ist direkt vom Hauptgebäude erreichbar.
- Österreichischer Bauherrenpreis 1967

2010 zum Einzug der Graz International Bilingual School erfolgte ein Zubau, er beherbergt die Klassenzimmer der Maturaklassen, die Chemie- und Physiksäle und den Werkraum.

## Sportanlagen
Zusätzlich zum schuleigenen Turnsaal bieten das benachbarte ASKÖ und das Eggenberger Auster Bad Säle, (Beach-)Volleyballfelder, Tennisplätze, Basketballplätze, Fußball- und Baseballfelder, Laufbahnen und Innen- und Außenschwimmbäder, die von den Schülern regelmäßig für schulische und außerschulische Aktivitäten genützt werden.

## Veranstaltungen
Der Elternverein und die Schüler organisieren mehrmals jährlich bestimmte Events. Der Maturaball der Abschlussklasse ist in der ganzen Stadt bekannt und hat manchmal mehr als 3.000 Besucher. Andere Veranstaltungen sind der alljährliche Jazzbrunch, die Abschlusszeremonie, die Halloween- und Faschingsparty, die Weihnachtsaufführung und Drama-Club-Aufführungen.

## Auszeichnungen
- Schulhomepage Award 2007
- UNESCO ASPnet School seit 2007
- SPIN Seal of Excellence 2006
- Beste Schule bei der Österreich Schulwahl 2006[3]
- Pädagogischer Panther 2000[4]

## Leitung
- 1991–2010 Elisabeth Fleischmann (ausgezeichnet mit dem Josef Krainer-Heimatpreis)[5]
- 2010–2020 Imelda Görög[6]
- seit 2020 Edda Berger-Cian[7]